# 米蘭鎮區 (密歇根州)
米蘭鎮區（英語：Milan Township）是位於美國密歇根州門羅縣的一個行政鎮區。

## 地方資料
米蘭鎮區的面積為88.06平方千米，當中陸地面積為88.01平方千米，而水域面積為0.05平方千米。根據2020年美國人口普查的數據，當地共有人口1571人，而人口密度為每平方千米17.84人。